# Liste der Gerichte des Freistaates Sachsen
Die Liste der Gerichte des Freistaates Sachsen dient der Aufnahme der Gerichte des Freistaates Sachsen.
|                             | Obere Landesgerichte                                        | Untere Landesgerichte                                                                                   |
| Verfassungsgerichtsbarkeit  | Verfassungsgerichtshof des Freistaates Sachsen (in Leipzig) | |
| Ordentliche Gerichtsbarkeit | Oberlandesgericht Dresden                                   | Landgericht Chemnitz \| Amtsgerichte Aue \| Chemnitz \| Döbeln \| Freiberg \| Marienberg                |
| Ordentliche Gerichtsbarkeit | Oberlandesgericht Dresden                                   | Landgericht Dresden \| Amtsgerichte Dippoldiswalde \| Dresden \| Meißen \| Pirna \| Riesa               |
| Ordentliche Gerichtsbarkeit | Oberlandesgericht Dresden                                   | Landgericht Görlitz \| Amtsgerichte Bautzen \| Görlitz \| Hoyerswerda \| Kamenz \| Weißwasser \| Zittau |
| Ordentliche Gerichtsbarkeit | Oberlandesgericht Dresden                                   | Landgericht Leipzig \| Amtsgerichte Borna \| Eilenburg \| Grimma \| Leipzig \| Torgau                   |
| Ordentliche Gerichtsbarkeit | Oberlandesgericht Dresden                                   | Landgericht Zwickau \| Amtsgerichte Auerbach/Vogtl. \| Hohenstein-Ernstthal \| Plauen \| Zwickau        |
| Arbeitsgerichtsbarkeit      | Sächsisches Landesarbeitsgericht (in Chemnitz)              | Arbeitsgerichte Bautzen \| Chemnitz \| Dresden \| Leipzig \| Zwickau                                    |
| Finanzgerichtsbarkeit       | Sächsisches Finanzgericht (in Leipzig)                      | |
| Sozialgerichtsbarkeit       | Sächsisches Landessozialgericht (in Chemnitz)               | Sozialgerichte Chemnitz \| Dresden \| Leipzig                                                           |
| Verwaltungsgerichtsbarkeit  | Sächsisches Oberverwaltungsgericht (in Bautzen)             | Verwaltungsgerichte Chemnitz \| Dresden \| Leipzig                                                      |